# Mysterium Fidei
Mysterium Fidei (Latijn voor Het Geheim van het Geloof) is een encycliek van paus Paulus VI over de leer en de verering van de Heilige Eucharistie. Dit herderlijk schrijven werd op 3 september 1965 uitgevaardigd, kort voor de aanvang van de laatste sessie van het Tweede Vaticaans Concilie.
Net zoals in zijn eerste encycliek (Ecclesiam Suam, Over de Kerk) uit 1964 behandelde Paulus VI ook hier een onderwerp dat besproken werd op het Tweede Vaticaans Concilie.
In zijn encycliek benadrukte paus Paulus VI onder andere dat theologen weliswaar over de betekenis van de Eucharistie mogen nadenken en discussiëren om tot een dieper verstaan ervan te komen, maar zonder de leer van de transsubstantiatie te verwerpen of onvermeld te laten.
Verschillende aspecten die in Mysterium Fidei aan bod kwamen, werden ook door paus Johannes-Paulus II behandeld in zijn encycliek Ecclesia de Eucharistia.